# Thyra van Denemarken (1853-1933)

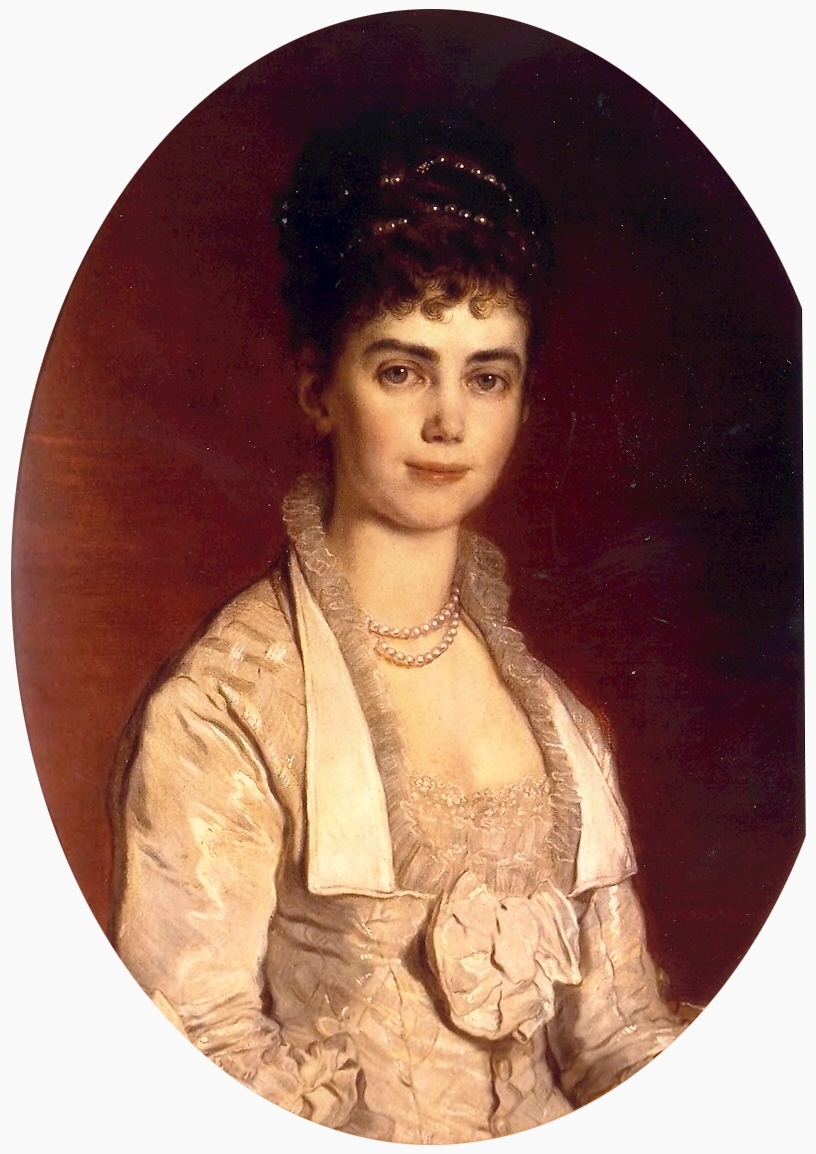
Prinses Thyra, prinses van Denemarken

Prinses Thyra Amalia Caroline Charlotte Anna van Denemarken (Kopenhagen, Denemarken, 29 september 1853 – Gmunden, 26 februari 1933) was een Deense prinses.

## Jeugd en gezin
Prinses Thyra werd geboren op 29 september 1853 te Kopenhagen in het Gele Paleis. Ze was de jongste dochter van prins Christiaan, de latere koning Christiaan IX van Denemarken. Haar moeder was prinses Louise van Hessen-Kassel. De vader van Thyra werd in 1863, na de dood van koning Frederik VII, koning van Denemarken. Daarmee kwam in Denemarken het Huis Sleeswijk-Holstein-Sonderburg-Glücksburg. Deze familie regeert nog steeds over Denemarken en ook over Noorwegen. Een neef van Thyra, prins Karel van Denemarken, tweede zoon van haar broer Frederik, werd in 1905 koning van Noorwegen als Haakon VII.
Thyra had twee oudere broers: kroonprins Frederik (1843-1912) huwde Louise van Zweden, dochter van koning Karel XV van Zweden en koningin Louise. Frederik werd later koning van Denemarken als Frederik VIII. En prins Willem (1845-1913) die nog voor zijn vader in 1863 koning van Griekenland werd, als George I. Willem huwde grootvorstin Olga Konstantinova van Rusland, kleindochter van tsaar Nicolaas I. Thyra had ook twee oudere zussen: prinses Alexandra (1844-1925) huwde prins Albert Edward van Wales, later koning Edward VII van het Verenigd Koninkrijk. En prinses Dagmar (1847-1928) was verloofd met tsarevitsj Nicolaas Aleksandrovitsj van Rusland, oudste zoon van tsaar Alexander II. Door de vroege dood van Nicolaas, huwde Dagmar diens jongere broer, de nieuwe tsarevitsj Alexander. In 1881 werd Dagmar, die sinds haar huwelijk de naam Maria Fjodorovna had aangenomen, de tsarina van Rusland. Thyra had één jongere broer: prins Waldemar (1858-1939) huwde Marie van Bourbon-Orléans, een nakomeling van de Franse koning Lodewijk Filips.

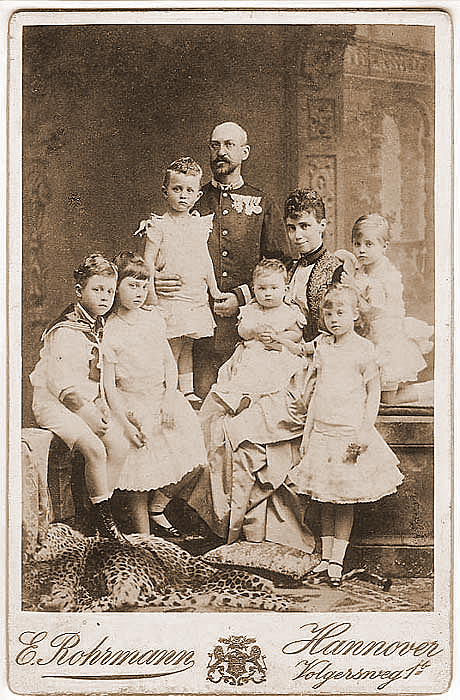
Het jonge gezin van Thyra. Van links naar rechts: George Willem, Alexandra, Olga, haar man Ernst August, Ernst August jr., prinses Thyra, Marie Louise en Christiaan.

Prinses Thyra stond bekend als een aantrekkelijke en aardige jonge vrouw, met donker haar en blauwe ogen. Koningin Louise wilde dat haar dochter een goede echtgenoot zou treffen. Zij was enige tijd in beeld als tweede echtgenote van de Nederlandse koning Willem III. Thyra zag evenwel niets in een verbintenis met de bijna veertig jaar oudere monarch. De Nederlandse monarch huwde later Emma van Waldeck-Pyrmont, en zij een kregen dochter: Wilhelmina, de latere koningin der Nederlanden.

## Huwelijk
Thyra huwde op 22 december 1878 te Kopenhagen met Ernst August II van Hannover, de laatste kroonprins van het Koninkrijk Hannover. Ernst August was ook de derde hertog van Cumberland en Teviotdale. Ernst August was de enige zoon en het oudste kind van koning George V van Hannover en diens vrouw koningin Marie van Saksen-Altenburg.
Voor het huwelijk was Thyra verliefd geworden op Vilhelm Frimann Marcher, een luitenant van de cavalerie. Deze liefdesaffaire resulteerde in een zwangerschap. De broer van Thyra, koning George I van Griekenland, adviseerde haar om naar Athene te komen, om een groot schandaal te voorkomen. In Denemarken werd gezegd dat Thyra geelzucht had gekregen en dat ze naar Griekenland ging om te genezen. Op 8 november 1871 beviel Thyra van een dochter, Maria. Maria werd geadopteerd door Rasmus en Anne Marie Jørgensen uit Odense, Denemarken. Kort na haar geboorte kreeg ze de naam Kate, zij huwde in 1902 Frode Pløyen-Holstein en stierf in 1964. Vilhelm Frimann Marcher pleegde zelfmoord op 4 januari 1872, na een conflict met de Deense koning.

## Kinderen
Thyra en Ernst August kregen de volgende kinderen:
- Marie Louise (11 oktober 1879 – 31 januari 1948), die later huwde met prins Maximiliaan van Baden, een kleinzoon van groothertog Leopold van Baden.
- George Willem (28 oktober 1880 – 20 mei 1912), stierf na een ernstig motorongeluk
- Alexandra (29 september 1882 – 30 augustus 1963) getrouwd met groothertog Frederik Frans IV van Mecklenburg-Schwerin
- Olga (11 juli 1884 – 21 september 1958), bleef ongehuwd
- Christiaan (4 juli 1885 – 3 september 1901)
- Ernst August (17 november 1887 – 30 januari 1953) later getrouwd met prinses Victoria Louise van Pruisen. Hij werd in 1913 de hertog van Brunswijk.

## Kwartierstaat (voorouders)
| Frederik Karel Lodewijk van Sleeswijk-Holstein-Sonderburg-Beck (1757-1816) | Frederik Karel Lodewijk van Sleeswijk-Holstein-Sonderburg-Beck (1757-1816) | Frederik Karel Lodewijk van Sleeswijk-Holstein-Sonderburg-Beck (1757-1816) | Frederik Karel Lodewijk van Sleeswijk-Holstein-Sonderburg-Beck (1757-1816) | Frederik Karel Lodewijk van Sleeswijk-Holstein-Sonderburg-Beck (1757-1816) | Frederik Karel Lodewijk van Sleeswijk-Holstein-Sonderburg-Beck (1757-1816) | Frederica Amalia van Schlieben (1757-1827)                                | Frederica Amalia van Schlieben (1757-1827)                                | Frederica Amalia van Schlieben (1757-1827)                                | Frederica Amalia van Schlieben (1757-1827)                                | Frederica Amalia van Schlieben (1757-1827) | Frederica Amalia van Schlieben (1757-1827) |                                          |                                          | Karel van Hessen-Kassel (1744-1836)      | Karel van Hessen-Kassel (1744-1836)      | Karel van Hessen-Kassel (1744-1836)          | Karel van Hessen-Kassel (1744-1836)          | Karel van Hessen-Kassel (1744-1836)          | Karel van Hessen-Kassel (1744-1836)          | Louise van Denemarken (1750-1831)            | Louise van Denemarken (1750-1831)            | Louise van Denemarken (1750-1831)    | Louise van Denemarken (1750-1831)    | Louise van Denemarken (1750-1831)    | Louise van Denemarken (1750-1831)    |  |  | Frederik van Hessen-Kassel (1747-1837) | Frederik van Hessen-Kassel (1747-1837) | Frederik van Hessen-Kassel (1747-1837) | Frederik van Hessen-Kassel (1747-1837) | Frederik van Hessen-Kassel (1747-1837) | Frederik van Hessen-Kassel (1747-1837) | Carolina van Nassau-Usingen (1762-1823) | Carolina van Nassau-Usingen (1762-1823) | Carolina van Nassau-Usingen (1762-1823) | Carolina van Nassau-Usingen (1762-1823) | Carolina van Nassau-Usingen (1762-1823) | Carolina van Nassau-Usingen (1762-1823) |                                      |                                      | Frederik van Denemarken (1753-1805)  | Frederik van Denemarken (1753-1805)  | Frederik van Denemarken (1753-1805)         | Frederik van Denemarken (1753-1805)         | Frederik van Denemarken (1753-1805)         | Frederik van Denemarken (1753-1805)         | Sophia Frederika van Mecklenburg-Schwerin (1758-1794) | Sophia Frederika van Mecklenburg-Schwerin (1758-1794) | Sophia Frederika van Mecklenburg-Schwerin (1758-1794) | Sophia Frederika van Mecklenburg-Schwerin (1758-1794) | Sophia Frederika van Mecklenburg-Schwerin (1758-1794) | Sophia Frederika van Mecklenburg-Schwerin (1758-1794) |  |  |  |  |  |  |  |  |  |  |  |  |  |  |  |  |  |  |  |  |  |  |  |  |  |  |  |  |  |  |  |  |  |  |  |  |  |  |  |  |  |  |  |  |  |  |  |  |
| Frederik Karel Lodewijk van Sleeswijk-Holstein-Sonderburg-Beck (1757-1816) | Frederik Karel Lodewijk van Sleeswijk-Holstein-Sonderburg-Beck (1757-1816) | Frederik Karel Lodewijk van Sleeswijk-Holstein-Sonderburg-Beck (1757-1816) | Frederik Karel Lodewijk van Sleeswijk-Holstein-Sonderburg-Beck (1757-1816) | Frederik Karel Lodewijk van Sleeswijk-Holstein-Sonderburg-Beck (1757-1816) | Frederik Karel Lodewijk van Sleeswijk-Holstein-Sonderburg-Beck (1757-1816) | Frederica Amalia van Schlieben (1757-1827)                                | Frederica Amalia van Schlieben (1757-1827)                                | Frederica Amalia van Schlieben (1757-1827)                                | Frederica Amalia van Schlieben (1757-1827)                                | Frederica Amalia van Schlieben (1757-1827) | Frederica Amalia van Schlieben (1757-1827) |                                          |                                          | Karel van Hessen-Kassel (1744-1836)      | Karel van Hessen-Kassel (1744-1836)      | Karel van Hessen-Kassel (1744-1836)          | Karel van Hessen-Kassel (1744-1836)          | Karel van Hessen-Kassel (1744-1836)          | Karel van Hessen-Kassel (1744-1836)          | Louise van Denemarken (1750-1831)            | Louise van Denemarken (1750-1831)            | Louise van Denemarken (1750-1831)    | Louise van Denemarken (1750-1831)    | Louise van Denemarken (1750-1831)    | Louise van Denemarken (1750-1831)    |  |  | Frederik van Hessen-Kassel (1747-1837) | Frederik van Hessen-Kassel (1747-1837) | Frederik van Hessen-Kassel (1747-1837) | Frederik van Hessen-Kassel (1747-1837) | Frederik van Hessen-Kassel (1747-1837) | Frederik van Hessen-Kassel (1747-1837) | Carolina van Nassau-Usingen (1762-1823) | Carolina van Nassau-Usingen (1762-1823) | Carolina van Nassau-Usingen (1762-1823) | Carolina van Nassau-Usingen (1762-1823) | Carolina van Nassau-Usingen (1762-1823) | Carolina van Nassau-Usingen (1762-1823) |                                      |                                      | Frederik van Denemarken (1753-1805)  | Frederik van Denemarken (1753-1805)  | Frederik van Denemarken (1753-1805)         | Frederik van Denemarken (1753-1805)         | Frederik van Denemarken (1753-1805)         | Frederik van Denemarken (1753-1805)         | Sophia Frederika van Mecklenburg-Schwerin (1758-1794) | Sophia Frederika van Mecklenburg-Schwerin (1758-1794) | Sophia Frederika van Mecklenburg-Schwerin (1758-1794) | Sophia Frederika van Mecklenburg-Schwerin (1758-1794) | Sophia Frederika van Mecklenburg-Schwerin (1758-1794) | Sophia Frederika van Mecklenburg-Schwerin (1758-1794) |  |  |  |  |  |  |  |  |  |  |  |  |  |  |  |  |  |  |  |  |  |  |  |  |  |  |  |  |  |  |  |  |  |  |  |  |  |  |  |  |  |  |  |  |  |  |  |  |
|                                                                            |                                                                            |                                                                            |                                                                            |                                                                            |                                                                            |                                                                           |                                                                           |                                                                           |                                                                           |                                            |                                            |                                          |                                          |                                          |                                          |                                              |                                              |                                              |                                              |                                              |                                              |                                      |                                      |                                      |                                      |  |  |                                        |                                        |                                        |                                        |                                        |                                        |                                         |                                         |                                         |                                         |                                         |                                         |                                      |                                      |                                      |                                      |                                             |                                             |                                             |                                             |                                                       |                                                       |                                                       |                                                       |                                                       |                                                       |  |  |  |  |  |  |  |  |  |  |  |  |  |  |  |  |  |  |  |  |  |  |  |  |  |  |  |  |  |  |  |  |  |  |  |  |  |  |  |  |  |  |  |  |  |  |  |  |
|                                                                            |                                                                            |                                                                            |                                                                            | Frederik Willem van Sleeswijk- Holstein-Sonderburg-Glücksburg (1785-1831)  | Frederik Willem van Sleeswijk- Holstein-Sonderburg-Glücksburg (1785-1831)  | Frederik Willem van Sleeswijk- Holstein-Sonderburg-Glücksburg (1785-1831) | Frederik Willem van Sleeswijk- Holstein-Sonderburg-Glücksburg (1785-1831) | Frederik Willem van Sleeswijk- Holstein-Sonderburg-Glücksburg (1785-1831) | Frederik Willem van Sleeswijk- Holstein-Sonderburg-Glücksburg (1785-1831) |                                            |                                            |                                          |                                          |                                          |                                          | Louise Caroline van Hesse-Kassel (1789-1867) | Louise Caroline van Hesse-Kassel (1789-1867) | Louise Caroline van Hesse-Kassel (1789-1867) | Louise Caroline van Hesse-Kassel (1789-1867) | Louise Caroline van Hesse-Kassel (1789-1867) | Louise Caroline van Hesse-Kassel (1789-1867) |                                      |                                      |                                      |                                      |  |  |                                        |                                        |                                        |                                        | Willem van Hessen-Kassel (1787-1867)   | Willem van Hessen-Kassel (1787-1867)   | Willem van Hessen-Kassel (1787-1867)    | Willem van Hessen-Kassel (1787-1867)    | Willem van Hessen-Kassel (1787-1867)    | Willem van Hessen-Kassel (1787-1867)    |                                         |                                         |                                      |                                      |                                      |                                      | Louise Charlotte van Denemarken (1789-1864) | Louise Charlotte van Denemarken (1789-1864) | Louise Charlotte van Denemarken (1789-1864) | Louise Charlotte van Denemarken (1789-1864) | Louise Charlotte van Denemarken (1789-1864)           | Louise Charlotte van Denemarken (1789-1864)           |                                                       |                                                       |                                                       |                                                       |  |  |  |  |  |  |  |  |  |  |  |  |  |  |  |  |  |  |  |  |  |  |  |  |  |  |  |  |  |  |  |  |  |  |  |  |  |  |  |  |  |  |  |  |  |  |  |  |
|                                                                            |                                                                            |                                                                            |                                                                            | Frederik Willem van Sleeswijk- Holstein-Sonderburg-Glücksburg (1785-1831)  | Frederik Willem van Sleeswijk- Holstein-Sonderburg-Glücksburg (1785-1831)  | Frederik Willem van Sleeswijk- Holstein-Sonderburg-Glücksburg (1785-1831) | Frederik Willem van Sleeswijk- Holstein-Sonderburg-Glücksburg (1785-1831) | Frederik Willem van Sleeswijk- Holstein-Sonderburg-Glücksburg (1785-1831) | Frederik Willem van Sleeswijk- Holstein-Sonderburg-Glücksburg (1785-1831) |                                            |                                            |                                          |                                          |                                          |                                          | Louise Caroline van Hesse-Kassel (1789-1867) | Louise Caroline van Hesse-Kassel (1789-1867) | Louise Caroline van Hesse-Kassel (1789-1867) | Louise Caroline van Hesse-Kassel (1789-1867) | Louise Caroline van Hesse-Kassel (1789-1867) | Louise Caroline van Hesse-Kassel (1789-1867) |                                      |                                      |                                      |                                      |  |  |                                        |                                        |                                        |                                        | Willem van Hessen-Kassel (1787-1867)   | Willem van Hessen-Kassel (1787-1867)   | Willem van Hessen-Kassel (1787-1867)    | Willem van Hessen-Kassel (1787-1867)    | Willem van Hessen-Kassel (1787-1867)    | Willem van Hessen-Kassel (1787-1867)    |                                         |                                         |                                      |                                      |                                      |                                      | Louise Charlotte van Denemarken (1789-1864) | Louise Charlotte van Denemarken (1789-1864) | Louise Charlotte van Denemarken (1789-1864) | Louise Charlotte van Denemarken (1789-1864) | Louise Charlotte van Denemarken (1789-1864)           | Louise Charlotte van Denemarken (1789-1864)           |                                                       |                                                       |                                                       |                                                       |  |  |  |  |  |  |  |  |  |  |  |  |  |  |  |  |  |  |  |  |  |  |  |  |  |  |  |  |  |  |  |  |  |  |  |  |  |  |  |  |  |  |  |  |  |  |  |  |
|                                                                            |                                                                            |                                                                            |                                                                            |                                                                            |                                                                            |                                                                           |                                                                           |                                                                           |                                                                           | Christiaan IX van Denemarken (1818-1906)   | Christiaan IX van Denemarken (1818-1906)   | Christiaan IX van Denemarken (1818-1906) | Christiaan IX van Denemarken (1818-1906) | Christiaan IX van Denemarken (1818-1906) | Christiaan IX van Denemarken (1818-1906) |                                              |                                              |                                              |                                              |                                              |                                              |                                      |                                      |                                      |                                      |  |  |                                        |                                        |                                        |                                        |                                        |                                        |                                         |                                         |                                         |                                         | Louise van Hessen-Kassel (1817-1898)    | Louise van Hessen-Kassel (1817-1898)    | Louise van Hessen-Kassel (1817-1898) | Louise van Hessen-Kassel (1817-1898) | Louise van Hessen-Kassel (1817-1898) | Louise van Hessen-Kassel (1817-1898) |                                             |                                             |                                             |                                             |                                                       |                                                       |                                                       |                                                       |                                                       |                                                       |  |  |  |  |  |  |  |  |  |  |  |  |  |  |  |  |  |  |  |  |  |  |  |  |  |  |  |  |  |  |  |  |  |  |  |  |  |  |  |  |  |  |  |  |  |  |  |  |
|                                                                            |                                                                            |                                                                            |                                                                            |                                                                            |                                                                            |                                                                           |                                                                           |                                                                           |                                                                           | Christiaan IX van Denemarken (1818-1906)   | Christiaan IX van Denemarken (1818-1906)   | Christiaan IX van Denemarken (1818-1906) | Christiaan IX van Denemarken (1818-1906) | Christiaan IX van Denemarken (1818-1906) | Christiaan IX van Denemarken (1818-1906) |                                              |                                              |                                              |                                              |                                              |                                              |                                      |                                      |                                      |                                      |  |  |                                        |                                        |                                        |                                        |                                        |                                        |                                         |                                         |                                         |                                         | Louise van Hessen-Kassel (1817-1898)    | Louise van Hessen-Kassel (1817-1898)    | Louise van Hessen-Kassel (1817-1898) | Louise van Hessen-Kassel (1817-1898) | Louise van Hessen-Kassel (1817-1898) | Louise van Hessen-Kassel (1817-1898) |                                             |                                             |                                             |                                             |                                                       |                                                       |                                                       |                                                       |                                                       |                                                       |  |  |  |  |  |  |  |  |  |  |  |  |  |  |  |  |  |  |  |  |  |  |  |  |  |  |  |  |  |  |  |  |  |  |  |  |  |  |  |  |  |  |  |  |  |  |  |  |
|                                                                            |                                                                            |                                                                            |                                                                            |                                                                            |                                                                            |                                                                           |                                                                           |                                                                           |                                                                           |                                            |                                            |                                          |                                          |                                          |                                          |                                              |                                              |                                              |                                              |                                              |                                              |                                      |                                      |                                      |                                      |  |  |                                        |                                        |                                        |                                        |                                        |                                        |                                         |                                         |                                         |                                         |                                         |                                         |                                      |                                      |                                      |                                      |                                             |                                             |                                             |                                             |                                                       |                                                       |                                                       |                                                       |                                                       |                                                       |  |  |  |  |  |  |  |  |  |  |  |  |  |  |  |  |  |  |  |  |  |  |  |  |  |  |  |  |  |  |  |  |  |  |  |  |  |  |  |  |  |  |  |  |  |  |  |  |
|                                                                            |                                                                            |                                                                            |                                                                            |                                                                            |                                                                            |                                                                           |                                                                           |                                                                           |                                                                           |                                            |                                            |                                          |                                          |                                          |                                          |                                              |                                              |                                              |                                              |                                              |                                              |                                      |                                      |                                      |                                      |  |  |                                        |                                        |                                        |                                        |                                        |                                        |                                         |                                         |                                         |                                         |                                         |                                         |                                      |                                      |                                      |                                      |                                             |                                             |                                             |                                             |                                                       |                                                       |                                                       |                                                       |                                                       |                                                       |  |  |  |  |  |  |  |  |  |  |  |  |  |  |  |  |  |  |  |  |  |  |  |  |  |  |  |  |  |  |  |  |  |  |  |  |  |  |  |  |  |  |  |  |  |  |  |  |
|                                                                            |                                                                            |                                                                            |                                                                            | Frederik VIII van Denemarken (1843-1912)                                   | Frederik VIII van Denemarken (1843-1912)                                   | Frederik VIII van Denemarken (1843-1912)                                  | Frederik VIII van Denemarken (1843-1912)                                  | Frederik VIII van Denemarken (1843-1912)                                  | Frederik VIII van Denemarken (1843-1912)                                  |                                            |                                            | Alexandra van Denemarken (1844-1925)     | Alexandra van Denemarken (1844-1925)     | Alexandra van Denemarken (1844-1925)     | Alexandra van Denemarken (1844-1925)     | Alexandra van Denemarken (1844-1925)         | Alexandra van Denemarken (1844-1925)         |                                              |                                              | George I van Griekenland (1845-1913)         | George I van Griekenland (1845-1913)         | George I van Griekenland (1845-1913) | George I van Griekenland (1845-1913) | George I van Griekenland (1845-1913) | George I van Griekenland (1845-1913) |  |  | Dagmar van Denemarken (1847-1928)      | Dagmar van Denemarken (1847-1928)      | Dagmar van Denemarken (1847-1928)      | Dagmar van Denemarken (1847-1928)      | Dagmar van Denemarken (1847-1928)      | Dagmar van Denemarken (1847-1928)      |                                         |                                         | Thyra van Denemarken (1853-1933)        | Thyra van Denemarken (1853-1933)        | Thyra van Denemarken (1853-1933)        | Thyra van Denemarken (1853-1933)        | Thyra van Denemarken (1853-1933)     | Thyra van Denemarken (1853-1933)     |                                      |                                      | Waldemar van Denemarken (1858-1939)         | Waldemar van Denemarken (1858-1939)         | Waldemar van Denemarken (1858-1939)         | Waldemar van Denemarken (1858-1939)         | Waldemar van Denemarken (1858-1939)                   | Waldemar van Denemarken (1858-1939)                   |                                                       |                                                       |                                                       |                                                       |  |  |  |  |  |  |  |  |  |  |  |  |  |  |  |  |  |  |  |  |  |  |  |  |  |  |  |  |  |  |  |  |  |  |  |  |  |  |  |  |  |  |  |  |  |  |  |  |